# Like a Virgin
Like a Virgin là album phòng thu thứ hai của ca sĩ người Mỹ Madonna, phát hành vào ngày 12 tháng 11 năm 1984 bởi Sire Records và Warner Bros. Records. Sau những thành công bước đầu của album đầu tay mang chính tên cô (1983), Madonna bắt tay thực hiện đĩa nhạc tiếp theo và lựa chọn Nile Rodgers để sản xuất toàn bộ dự án, sau khi ấn tượng với những tác phẩm của ông trong Let's Dance (1983) của  David Bowie. Để đảm bảo album sẽ chính xác như những gì bản thân hình dung, cô đích thân lựa chọn tất cả những bản nhạc. Nữ ca sĩ tự viết năm bài hát với bốn trong số đó được đồng sáng tác bởi bạn trai cũ Stephen Bray, trong khi phần còn lại được sáng tác bởi nhiều nghệ sĩ khác. Những buổi thu âm được diễn ra tại phòng thu Power Station ở Thành phố New York, với sự tham gia đóng góp của những cựu thành viên ban nhạc Chic của Rodgers như Bernard Edwards và Tony Thompson. Like a Virgin là một bản thu âm dance-pop và post-disco với nội dung ca từ đề cập đến những chủ đề về tình dục, chủ nghĩa duy vật, nhảy múa và mâu thuẫn trong một mối quan hệ. Ngoài ra, cô còn hát lại "Love Don't Live Here Anymore" (1978) của Rose Royce.
Mặc dù đã hoàn thiện vào cuối tháng 4 năm 1984, kế hoạch ra mắt đĩa nhạc phải bị hoãn lại do thành công của "Borderline" và doanh số ngày càng tăng của album đầu tay. Sau khi phát hành, Like a Virgin nhận được những phản ứng trái chiều từ các nhà phê bình âm nhạc, trong đó họ đánh giá cao khâu sản xuất Rodgers nhưng giọng hát của Madonna lại vấp phải nhiều chỉ trích. Tuy nhiên, album vẫn gặt hái những thành công vượt trội về mặt thương mại khi thống trị các bảng xếp hạng tại Hà Lan, Đức, Ý, New Zealand, Tây Ban Nha và Vương quốc Anh, đồng thời lọt vào top 10 ở tất cả những thị trường còn lại, bao gồm vươn đến top 5 ở nhiều thị trường lớn như Úc, Áo, Canada, Pháp, Nhật Bản, Thụy Điển và Thụy Sĩ. Đĩa nhạc đạt vị trí số một trên bảng xếp hạng Billboard 200 trong ba tuần liên tiếp, đánh dấu album quán quân đầu tiên của Madonna tại Hoa Kỳ và được chứng nhận đĩa Kim cương bởi Hiệp hội Công nghiệp Ghi âm Hoa Kỳ (RIAA) với lượng đĩa xuất xưởng đạt mười triệu đơn vị. Tính đến nay, Like a Virgin đã bán được hơn 21 triệu bản trên toàn thế giới, trở thành một trong những album bán chạy nhất mọi thời đại.
Ba đĩa đơn đã được phát hành từ Like a Virgin. Bài hát chủ đề được chọn làm đĩa đơn mở đường và lọt vào top 10 tại hơn 17 quốc gia, cũng như trở thành đĩa đơn quán quân đầu tiên của nữ ca sĩ trên bảng xếp hạng Billboard Hot 100 tại Hoa Kỳ. "Material Girl" cũng đạt được những thành công tương tự, và cả hai đĩa đơn đầu tiên đều được ghi nhận như những bài hát trứ danh trong sự nghiệp của cô. Những đĩa đơn tiếp theo "Angel" và "Dress You Up" cũng vươn đến top 5 tại Hoa Kỳ, trong khi đĩa đơn trích từ phiên bản tái phát hành "Into the Groove" đứng đầu nhiều bảng xếp hạng khắp Châu Âu. Để quảng bá album, Madonna thực hiện chuyến lưu diễn đầu tay The Virgin Tour (1985), bên cạnh màn trình diễn "Like a Virgin" tại giải Video âm nhạc của MTV lần đầu tiên được nhìn nhận là một trong những khoảnh khắc mang tính biểu tượng nhất nền văn hóa đại chúng và lịch sử lễ trao giải. Trong những năm tiếp theo, album góp phần giúp nữ ca sĩ trở thành siêu sao và tạo nên xu hướng thời trang đối với phụ nữ trẻ lúc bấy giờ. Năm 2023, Like a Virgin được Thư viện Quốc hội Hoa Kỳ chọn để bảo tồn trong Cơ quan Đăng ký Ghi âm Quốc gia Hoa Kỳ.

## Danh sách bài hát
Tất cả các bản nhạc do Nile Rodgers sản xuất, ngoại trừ những ghi chú khác.
| Like a Virgin – Phiên bản tiêu chuẩn | Like a Virgin – Phiên bản tiêu chuẩn | Like a Virgin – Phiên bản tiêu chuẩn | Like a Virgin – Phiên bản tiêu chuẩn |
| STT                                  | Nhan đề                              | Sáng tác                             | Thời lượng                           |
| ------------------------------------ | ------------------------------------ | ------------------------------------ | ------------------------------------ |
| 1.                                   | "Material Girl"                      | Peter Brown Robert Rans              | 4:01                                 |
| 2.                                   | "Angel"                              | Madonna Stephen Bray                 | 3:56                                 |
| 3.                                   | "Like a Virgin"                      | Thomas Kelly William Steinberg       | 3:38                                 |
| 4.                                   | "Over and Over"                      | Madonna Bray                         | 4:12                                 |
| 5.                                   | "Love Don't Live Here Anymore"       | Miles Gregory                        | 4:47                                 |
| 6.                                   | "Dress You Up"                       | Andrea LaRusso Peggy Stanziale       | 4:01                                 |
| 7.                                   | "Shoo-Bee-Doo"                       | Madonna                              | 5:16                                 |
| 8.                                   | "Pretender"                          | Madonna Bray                         | 4:30                                 |
| 9.                                   | "Stay"                               | Madonna Bray                         | 4:07                                 |
| Tổng thời lượng:                     | Tổng thời lượng:                     | Tổng thời lượng:                     | 38:34                                |

| Like a Virgin – Phiên bản năm 2001 (bản nhạc bổ sung) | Like a Virgin – Phiên bản năm 2001 (bản nhạc bổ sung) | Like a Virgin – Phiên bản năm 2001 (bản nhạc bổ sung) | Like a Virgin – Phiên bản năm 2001 (bản nhạc bổ sung) |
| STT                                                   | Nhan đề                                               | Người phối lại                                        | Thời lượng                                            |
| ----------------------------------------------------- | ----------------------------------------------------- | ----------------------------------------------------- | ----------------------------------------------------- |
| 10.                                                   | "Like a Virgin" (bản dance phối lại mở rộng)          | John "Jellybean" Benitez                              | 6:08                                                  |
| 11.                                                   | "Material Girl" (bản dance phối lại mở rộng)          | Benitez                                               | 6:07                                                  |
| Tổng thời lượng:                                      | Tổng thời lượng:                                      | Tổng thời lượng:                                      | 50:53                                                 |

| Like a Virgin – Phiên bản tái phát hành năm 1985 (bản nhạc bổ sung) | Like a Virgin – Phiên bản tái phát hành năm 1985 (bản nhạc bổ sung) | Like a Virgin – Phiên bản tái phát hành năm 1985 (bản nhạc bổ sung) | Like a Virgin – Phiên bản tái phát hành năm 1985 (bản nhạc bổ sung) |
| STT                                                                 | Nhan đề                                                             | Sáng tác                                                            | Thời lượng                                                          |
| ------------------------------------------------------------------- | ------------------------------------------------------------------- | ------------------------------------------------------------------- | ------------------------------------------------------------------- |
| 6.                                                                  | "Into the Groove" (sản xuất: Madonna, Bray)                         | Madonna Bray                                                        | 4:44                                                                |
| 7.                                                                  | "Dress You Up"                                                      | LaRusso Stanziale                                                   | 4:01                                                                |
| 8.                                                                  | "Shoo-Bee-Doo"                                                      | Madonna                                                             | 5:16                                                                |
| 9.                                                                  | "Pretender"                                                         | Madonna Bray                                                        | 4:30                                                                |
| 10.                                                                 | "Stay"                                                              | Madonna Bray                                                        | 4:07                                                                |
| Tổng thời lượng:                                                    | Tổng thời lượng:                                                    | Tổng thời lượng:                                                    | 43:10                                                               |

## Xếp hạng
| Bảng xếp hạng (1984–1986)                | Vị trí cao nhất |
| ---------------------------------------- | --------------- |
| Album Úc (ARIA)                          | 2               |
| Album Áo (Ö3 Austria)                    | 3               |
| Album Brazil (Nopem/ABPD)                | 2               |
| Canada Top Albums/CDs (RPM)              | 3               |
| Album Hà Lan (Album Top 100)             | 1               |
| Album Châu Âu (Eurotipsheet)             | 1               |
| Album Phần Lan (Suomen virallinen lista) | 8               |
| Album Pháp (SNEP)                        | 5               |
| Album Đức (Offizielle Top 100)           | 1               |
| Album Iceland (Tónlist)                  | 1               |
| Album Ý (Musica e dischi)                | 1               |
| Album Nhật Bản (Oricon)                  | 2               |
| Album New Zealand (RMNZ)                 | 1               |
| Album Na Uy (VG-lista)                   | 6               |
| Album Tây Ban Nha (AFYVE)                | 1               |
| Album Thụy Điển (Sverigetopplistan)      | 3               |
| Album Thụy Sĩ (Schweizer Hitparade)      | 3               |
| Album Anh Quốc (OCC)                     | 1               |
| Album Anh Quốc Dance (Music Week)        | 1               |
| Album Hoa Kỳ Billboard 200               | 1               |
| Album Hoa Kỳ Top R&B/Hip-Hop (Billboard) | 10              |
| Hoa Kỳ Top 100 Albums (Cash Box)         | 3               |
| Bảng xếp hạng (2018)                     | Vị trí cao nhất |
| Album Croatia Quốc tế (HDU)              | 6               |

| Bảng xếp hạng (2019)        | Vị trí cao nhất |
| --------------------------- | --------------- |
| Album Croatia Quốc tế (HDU) | 9               |

| Bảng xếp hạng (1984)                      | Vị trí |
| ----------------------------------------- | ------ |
| Hoa Kỳ Top 100 Albums (Cash Box)          | 53     |
| Bảng xếp hạng (1985)                      | Vị trí |
| Album Úc (Kent Music Report)              | 3      |
| Album Áo (Ö3 Austria)                     | 11     |
| Album Canada (RPM)                        | 6      |
| Album Hà Lan (Album Top 100)              | 2      |
| Album Châu Âu (Eurotipsheet)              | 3      |
| Album Pháp (SNEP)                         | 8      |
| Album Đức (Offizielle Top 100)            | 4      |
| Album Ý (Musica e dischi)                 | 7      |
| Album Nhật Bản (Oricon)                   | 8      |
| Album New Zealand (RMNZ)                  | 2      |
| Album Na Uy Mùa Hè (VG-lista)             | 18     |
| Album Tây Ban Nha (PROMUSICAE)            | 16     |
| Album Thụy Sĩ (Schweizer Hitparade)       | 8      |
| Album Anh Quốc (OCC)                      | 3      |
| Hoa Kỳ Billboard 200                      | 3      |
| Hoa Kỳ Top R&B/Hip-Hop Albums (Billboard) | 30     |
| Hoa Kỳ Top 100 Albums (Cash Box)          | 2      |
| Bảng xếp hạng (1986)                      | Vị trí |
| Album Brazil (Nopem)                      | 5      |
| Album Hà Lan (Album Top 100)              | 11     |
| Album Châu Âu (Eurotipsheet)              | 11     |
| Album Tây Ban Nha (PROMUSICAE)            | 16     |
| Album Anh Quốc (OCC)                      | 28     |
| Hoa Kỳ Billboard 200                      | 52     |

| Bảng xếp hạng (1980–1989)    | Vị trí |
| ---------------------------- | ------ |
| Album Úc (Kent Music Report) | 18     |
| Album Nhật Bản (Oricon)      | 33     |

| Bảng xếp hạng             | Vị trí |
| ------------------------- | ------ |
| Hoa Kỳ Billboard 200 (Nữ) | 65     |

## Chứng nhận
| Quốc gia                                                                           | Chứng nhận  | Số đơn vị/doanh số chứng nhận |
| ---------------------------------------------------------------------------------- | ----------- | ----------------------------- |
| Argentina (CAPIF)                                                                  | —           | 160,000                       |
| Úc (ARIA)                                                                          | 7× Bạch kim | 490.000^                      |
| Bỉ (BEA)                                                                           | Bạch kim    | 75,000                        |
| Brasil (Pro-Música Brasil)                                                         | —           | 715,000                       |
| Canada (Music Canada)                                                              | Kim cương   | 1.000.000^                    |
| Phần Lan (Musiikkituottajat)                                                       | Vàng        | 35,398                        |
| Pháp (SNEP)                                                                        | 2× Bạch kim | 600.000*                      |
| Đức (BVMI)                                                                         | 3× Vàng     | 750.000^                      |
| Hồng Kông (IFPI Hồng Kông)                                                         | Bạch kim    | 20.000*                       |
| Israel                                                                             | —           | 10,000                        |
| Italy (AFI)                                                                        | 2× Bạch kim | 1,000,000                     |
| Nhật Bản (RIAJ)                                                                    | Vàng        | 935,430                       |
| New Zealand (RMNZ)                                                                 | 5× Bạch kim | 75.000^                       |
| Na Uy (IFPI)                                                                       | —           | 100,000                       |
| Tây Ban Nha (PROMUSICAE)                                                           | Bạch kim    | 100.000^                      |
| Thụy Sĩ (IFPI)                                                                     | 2× Bạch kim | 100.000^                      |
| Đài Loan (RIT)                                                                     | —           | 10,000                        |
| Anh Quốc (BPI)                                                                     | 3× Bạch kim | 1,000,000                     |
| Hoa Kỳ (RIAA)                                                                      | Kim cương   | 10.000.000^                   |
| Tổng hợp                                                                           |             |                               |
| Châu Âu Doanh số tính đến tháng 12 năm 1985                                        | —           | 2,000,000                     |
| Châu Mỹ La Tinh Doanh số tính đến năm 1986                                         | —           | 750,000                       |
| Toàn cầu                                                                           | —           | 21,000,000                    |
| * Chứng nhận dựa theo doanh số tiêu thụ. ^ Chứng nhận dựa theo doanh số nhập hàng. |             |                               |